# Autiosaaret (ö i Södra Savolax)
Autiosaaret är en ö i Finland. Den ligger i sjön Puula och i kommunen Hirvensalmi i den ekonomiska regionen  S:t Michel och landskapet Södra Savolax, i den södra delen av landet, 200 km norr om huvudstaden Helsingfors. Öns area är 1,9 hektar och dess största längd är 270 meter i nord-sydlig riktning.  Notera att namnet antyder att det är fråga om flera öar.